# Pepita Not
Josepa Not, més coneguda com a Pepita Not (Torregrossa, 1900 - Barcelona, 4 de juny de 1938) fou una militant anarcosindicalista catalana.
Pertanyia a una família de camperols humils, i quan era una nena va quedar òrfena de mare. Amb 11 anys, per imposició del seu pare, va començar a treballar com a criada i cuinera de la família d'una vídua francesa que vivia al carrer de Balmes de Barcelona.
Amb la seva amiga Ramona Berni i Toldrà s'afilià a la CNT, de la qual fou una activa propagandista. El 1918 hi va conèixer el destacat militant anarquista Ricardo Sanz García, qui es convertirà en el seu company. Durant els anys 1922-1923 va formar part del grup d'acció llibertària Los Solidarios, en el qual va fer de correu portant correspondència, diners i armament a militants d'Astúries, País Basc, Aragó i Catalunya.
Durant la Segona República Espanyola va participar en els grups de suport als presos amb Rosario Dolcet Martí i Llibertat Ròdenas Domínguez. Va morir a causa de les complicacions en el part de la seva filla, Violeta, el juny de 1938.